# Chocholná-Velčice
Chocholná-Velčice (em húngaro: Tarajosvelcsőc) é um município da Eslováquia, situado no distrito de Trenčín, na região de Trenčín. Tem 27,9 km² de área e sua população em 2018 foi estimada em 1.687 habitantes.

## Demografia
| Ano:        | 1994 | 2004   | 2014   | 2024   |
| ----------- | ---- | ------ | ------ | ------ |
| Broj ljudi: | 1603 | 1695   | 1701   | 1666   |
| Razlika:    |      | +5,73% | +0,35% | -2,05% |

| Ano:               | 2023 | 2024   |
| ------------------ | ---- | ------ |
| Número de pessoas: | 1672 | 1666   |
| Diferença:         |      | -0,35% |